# Lobocleta tenellata
Lobocleta tenellata är en fjärilsart som beskrevs av Heinrich Benno Möschler 1886. Lobocleta tenellata ingår i släktet Lobocleta och familjen mätare. Inga underarter finns listade i Catalogue of Life.